# Villares de la Reina
Villares de la Reina là một đô thị trong tỉnh Salamanca, tây Tây Ban Nha, thuộc cộng đồng tự trị Castile-Leon, ngoại vị tỉnh lỵ Salamanca. Đô thị này có dân số 5219 người (năm 2008).
Đô thị Villares de la Reina có diện tích 21,81 km².
Đô thị Villares de la Reina nằm ở khu vực có độ cao 818 mét trên mực nước biển.
Mã số bưu chính là 37184.